# Métabolisme du calcium
Le métabolisme du calcium est la façon dont le corps humain régularise sa concentration sanguine : absorption, excrétion et stockage. Il conditionne aussi la constitution du squelette et d'autres structures calciques. Ces deux aspects interagissent étroitement avec la signalisation cellulaire, puisque le calcium est aussi messager de l'information cellulaire.
La concentration en calcium libre dans le liquide extracellulaire est maintenue dans des limites étroites par une régulation rigoureuse (homéostasie). Les acteurs principaux de ce contrôle sont 3 organes : l'intestin, les reins et les os et 3 hormones : la parathormone (hormone parathyroïdienne ou PTH), la vitamine D (plus précisément le 1,25-dihydroxycholécalciférol) et la calcitonine.
L'échange avec la fraction complexée et avec celle liée aux protéines, le pH, la thyroxine, le cortisol et l'hormone de croissance ou GH sont d'autres acteurs de ce contrôle.

## Physiologie - au niveau de l'organisme

### Rôle de l'intestin
L'absorption intestinale du calcium provenant de l'alimentation et des sécrétions gastro-intestinales est influencée par les autres contenus intestinaux et par des mécanismes de transport actif et passif dans la muqueuse. Ces mécanismes de transport sont stimulés par la vitamine D (1,25[OH]2D) (qui augmente la synthèse de la Calcium Binding Protein (CaBP) de la muqueuse intestinale) et inhibés par le cortisol. Pour un apport de 25 mmol (1 g), l'absorption nette moyenne est de 5 mmol. De nombreux régimes alimentaires sont relativement ou totalement déficients en calcium. Certains constituants alimentaires peuvent influencer l'absorption de calcium.

### Rôle du rein
Mises à part quelques pertes peu importantes par la peau, l'excrétion rénale contrebalance normalement l'absorption intestinale. Des petites modifications du maniement rénal ont des effets majeurs en raison des flux considérables au travers des néphrons : pour 500 mmol filtrées, 495 sont réabsorbées. La réabsorption tubulaire du calcium est complexe. Il subit d'abord une réabsorption proximale passive, parallèle à celle du sodium. La PTH stimule ensuite une réabsorption tubulaire active. Les diurétiques de l'anse de Henle (la furosémide, par exemple) inhibent la réabsorption alors que les thiazidiques la stimulent.

### Rôle de l'os
L'échange de calcium avec l'os consiste en une accrétion (agglomération, augmentation de masse par apport de matière) et une résorption (disparition progressive de matière), ces deux processus étant habituellement étroitement couplés. Pendant la croissance, il y a un gain net en minéral osseux. Chez l'adulte sain, accrétion et résorption sont grosso modo en équilibre, l'échange de calcium étant très actif pendant la grossesse et la lactation. Avec l'âge ou en cas de carence en vitamine D la balance se déplace vers la perte de minéral osseux, laquelle augmente gravement chez la femme postménopausée.

### Contrôle par le calcium
Le calcium Ca2+ libre est impliqué dans le contrôle de nombreuses fonctions de l'organisme.
Des protéines spécifiques liant le calcium, la calmoduline par exemple, interviennent. Le calcium est transporté au travers des membranes cellulaires par des systèmes de transport spécifiques qui sont inhibés par des médicaments particuliers : les antagonistes de l'entrée du calcium (utilisées par exemple pour le traitement des arythmies cardiaques, de l'angine de poitrine et de l'hypertension).

### Fonctions affectées par le calcium
- Le calcium joue un rôle important à divers niveaux fonctionnels[1]:

1. contraction musculaire
2. transmission de l'influx nerveux au niveau des synapses (neurones)
3. apprentissage et mémorisation, plasticité nerveuse
4. fertilité
5. sécrétion salivaire
6. croissance cellulaire et prolifération
7. motilité (mouvement des flagelles et cils - ex. chez la Paramécie)

## Biologie cellulaire et moléculaire

### Le calcium dans le métabolisme cellulaire et la transduction du signal
Le calcium Ca2+ libre intracellulaire est impliqué dans le contrôle de nombreuses fonctions dans la cellule (et l'organisme).
Le calcium est transporté au travers des membranes cellulaires par des systèmes de transport spécifiques qui sont inhibés par des médicaments particuliers : les antagonistes de l'entrée du calcium (utilisées par exemple pour le traitement des arythmies cardiaques, de l'angine de poitrine et de l'hypertension).
Au niveau cellulaire, le Ca2+ joue un important rôle de messager (transduction du signal) et est notamment essentiel dans l'activité des cellules excitables (neurones, cellules musculaires).
- Dans le cytoplasme

Le calcium exerce une régulation allostérique sur de nombreuses enzymes et protéines
Le calcium agit aussi comme messager primaire sur des canaux ioniques,
Le calcium agit enfin comme messager secondaire (notamment dans la voie des récepteurs couplés à la protéine G).
Il régule de nombreux processus biochimiques : activité enzymatique, perméabilité membranaire (canaux et pompes), assemblages de structures (composants du cytosquelette).
Le calcium se maintient à une faible concentration, entre 10 et 100 nM, grâce à un pompage actif vers le milieu extra-cellulaire ou le réticulum endoplasmique, parfois dans la mitochondrie. Le signal calcique est déclenché quand le Ca2+ est relargué des réservoirs ou quand il entre depuis l'extérieur au travers de canaux de la membrane plasmique. Le tout est amorti par des composants cytoplasmique tampons.
Une voie majeure activant la signalisation calcique repose sur la phospholipase C (PLC), activée par exemple par les récepteurs couplés à la protéine G ou des récepteurs de tyrosine kinases : la PLC hydrolyse les phospholipides PIP2 membranaires, ce qui produit des messagers secondaires comme le diacylglycerol (DAG) et l'IP3 qui diffusent au RE ou leur récepteur ouvre un canal à Ca2+.
Des mécanismes moins connus contrôlent le rétablissement de la concentration plasmique et des stocks calciques : l'un à partir de la membrane plasmique, désigné par l'acronyme SOCs ("Store-Operated Channels"); l'autre à partir des réservoir RE, désigné par ICRAS ("Ca2+-release-activated Ca2+ current"). Des médiateurs présumés récemment incluent la phospholipase A2 beta, l'acide nicotinique, l'adenine dinucléotide phosphate (NAADP) et la protéine STIM 1.
Les protéines régulatrices de la transduction du signal comprennent essentiellement la calmoduline, qui après fixation du Ca2+ active des protéines kinases calcium-calmodulin-dépendantes, ou peuvent agir directement sur d'autres protéines effectrices. Mais d'autres médiateurs existent.
- Dans les organites cellulaires

Réticulum endoplasmique (RE)
Le calcium est stocké dans le RE, qui apparaît au-delà d'un simple réservoir jouer un rôle de piège, de régulation et distribution, induisant des ondes calciques régénératrices, un relargage de neurotransmetteurs, mais aussi des défauts de conformation des protéines qui y sont synthétisées en cas stress, menant à l'autophagie.
Mitochondrie:
Le calcium intervient aussi dans la mitochondrie.
- Dans les structures extra-cellulaires

Le calcium se dépose sous forme de calcite dans le tissu conjonctif (rôle structurel - voir infra). Mais il joue aussi un rôle dans la signalisation cellulaire au niveau du cytosquelette (composants fixant le Ca2+, distrophine - Maladie de la dystrophie de Duchenne) et d'autres molécules d'adhésion (cadhérine),.
- Il n'est donc pas étonnant que le calcium joue un rôle important à divers niveaux de la physiologie, comme détaillé ci-dessus.

### Le calcium dans les structures
Le calcium, sous forme de cristaux de carbonate de calcium (CaCO3) (calcite), est un élément majeur du squelette chez les animaux, et plus secondaire chez les plantes. Il compose aussi des structures spécialisées.
- Dans les structures spécialisées

Ostéolithes (contrôle de l'orientation des feuilles et tiges); Otolithe de l'oreille interne des vertébrés;…
- Dans la paroi cellulaire

Le calcium intervient par exemple dans la paroi cellulaire des cellules végétales (rigidification).
- Le calcium se dépose dans les structures extra-cellulaires sous forme de calcite dans le tissu conjonctif (formation des os des tétrapodes - squelette interne, spicules des éponges calcaires) ou pathologiquement (calcification de hernie discale, d'artères, de placenta, dans les reins (Calcul rénal)…).

- Il se dépose à l'extérieur de l'organisme pour constituer un squelette externe, la coquille chez les mollusques. Chez les crustacés, il participe à constituer la carapace, mais en complétant la structure de base en chitine.